# Maison au 3, rue de la Paix à Dorlisheim
La maison au 3, rue de la Paix est un monument historique situé à Dorlisheim, dans le département français du Bas-Rhin.

## Localisation
Ce bâtiment est situé au 3, rue de la Paix à Dorlisheim.

## Historique
L'édifice fait l'objet d'une inscription au titre des monuments historiques depuis 1995.